# Courtney Calise
Courtney Calise (1980) è un'ex sciatrice alpina statunitense.

## Biografia
Attiva dal dicembre del 1995, in Nor-Am Cup la Calise esordì il 29 novembre 1996 a Winter Park/Beaver Creek in slalom speciale (55ª), ottenne cinque podi, tutti nella stagione 2001-2002 (il primo il 3 gennaio a Hunter Mountain in slalom gigante, 2ª, l'ultimo il 9 gennaio a Okemo nella medesima specialità, 3ª), e prese per l'ultima volta il via il 23 marzo dello stesso anno a Nakiska in slalom gigante, senza completare la prova. Si ritirò al termine della stagione 2004-2005 e la sua ultima gara fu lo slalom gigante dei Campionati statunitensi 2005, disputato il 4 aprile a Mammoth Mountain e chiuso dalla Calise al 32º posto; in carriera non debuttò in Coppa del Mondo né prese parte a rassegne olimpiche o iridate.

## Palmarès

### Nor-Am Cup
- Miglior piazzamento in classifica generale: 9ª nel 2002
- 5 podi:
  - 3 secondi posti
  - 2 terzi posti